# Armin Weiss
Armin Weiss (Stefling, 5 de noviembre de 1927 – 7 de diciembre de 2010) fue un químico inorgánico y político alemán de Alianza 90/Los Verdes.

## Biografía
Weiss nació en Stefling, no muy lejos de Wackersdorf, donde durante la década de los 80, la industria nuclear de Alemania Federal comenzó la construcción de la planta nuclear de Wackersdorf. Molesto por este movimiento, Weiss se despidió de su puesto como profesor de química inorgánica en la Ludwig-Maximilians-Universität de Múnich, y comenzó a hacer apariciones públicas en contra de esta planta. En algún momento la construcción de Wackersdorf se paró. Posteriormente, como miembro del Gobierno de Baviera, continuó en contra de las plantas nucleares. En 2007, el profesor Weiss recibió el Nuclear-Free Future Lifetime Achievement Award.

## Investigación
La Intercalación en minerales de arcilla fue un gran interés de investigación durante el inicio de su carrera académica. La urea se ha utilizado como compuesto para la producción de porcelana de alta calidad durante mucho tiempo, pero el mecanismo de acción fue descrito por primera vez por Weiss en 1961.